# Nathan Stein (Wirtschaftswissenschaftler)
Nathan Stein (geboren 1. Oktober 1881 in Worms; gestorben 23. Juni 1966 in New York City) war ein deutsch-US-amerikanischer Jurist.     

## Leben
Nathan Stein war ein Sohn der Caroline Mainzer und des langjährigen Rabbiners in Worms Alexander Stein, er hatte drei Schwestern. Nathan Stein heiratete 1906 Recha Strauss, sie hatten vier Kinder, die alle emigrieren mussten.
Stein studierte ab 1899 Jura in Heidelberg, Berlin und Gießen, er wurde 1903 in Heidelberg promoviert und absolvierte in Mainz das Rechtsreferendariat. Ab 1906 praktizierte er als Rechtsanwalt in Karlsruhe und wurde dort Teilhaber des Bankhauses Strauss & Co. Stein war von 1914 bis 1918 Soldat im Ersten Weltkrieg. Von 1911 bis 1914 und ab 1920 war Stein Dozent an der TH Karlsruhe, ab 1925 hatte er dort eine Honorarprofessur für Finanzwissenschaften, Finanzierungswesen und Bilanzen inne. 
Stein war Mitglied der IHK Karlsruhe und Vorsitzender dessen Rechts- und Steuerausschusses, Vorsitzender des Prüfungsausschusses für Wirtschaftsprüfer in Baden und der Pfalz, stellvertretender Handelsrichter und von 1925 bis 1933 Mitglied des Finanzgerichts. Mit der Machtübergabe an die Nationalsozialisten in Deutschland 1933 verlor er aus rassistischen Gründen diese Funktionen. 
Stein wirkte ehrenamtlich in der Selbstorganisation der Juden im Deutschen Reich und war von 1922 bis 1937 Oberrat der Israeliten Badens, bei ihrer Gründung 1933 wurde er in den Beirat der Reichsvertretung der Deutschen Juden gewählt.  
Stein musste 1937 in die Schweiz emigrieren und kam 1939 in die USA. Dort engagierte er sich in der American Federation of Jews from Central Europe, deren Ehrenpräsident er 1952 wurde, und wirkte auf die Deutsche Wiedergutmachungspolitik ein. 

## Schriften (Auswahl)
- Memoirs of the Oberrat der Israeliten Badens 1922–37, in: Yearbook, Leo Baeck Institute, 1956
  - Nathan Stein, Auszug, in: Monika Richarz (Hrsg.): Jüdisches Leben in Deutschland.  Band 3: Selbstzeugnisse zur Sozialgeschichte 1918–1945. Stuttgart : DVA, 1979, S. 207–211